# Dread night folk
Dread night folk er en dansk kortfilm fra 1997, der er instrueret af Erik Knight efter manuskript af ham selv og Maureen Blackwood.

## Handling
En lille dreng forsøger at hjælpe en gammel mand med at undslippe døden. Sammen begiver de sig ud i New York's nat, hvor caraibisk folklore og mytologi væves sammen med erindringsfragmenter og den gamle mands svære erkendelse af, at døden er uundgåelig for ham nu. De to guides af den gamle mands kones genfærd, en mytisk prins, spåkoner og ånder der antager alle mulige former.